# العلاقات الأرمينية الزيمبابوية
العلاقات الأرمينية الزيمبابوية هي العلاقات الثنائية التي تجمع بين أرمينيا وزيمبابوي.

## مقارنة بين البلدين
هذه مقارنة عامة ومرجعية للدولتين:
| وجه المقارنة                                              | أرمينيا                    | زيمبابوي |
| --------------------------------------------------------- | -------------------------- | --- |
| المساحة (كم2)                                             | 29.74 ألف                  | 390.76 ألف |
| عدد السكان (نسمة)                                         | 2.93 مليون                 | 16.53 مليون |
| الكثافة السكانية (ن./كم²)                                 | 98.52                      | 42.3 |
| العاصمة                                                   | يريفان                     | هراري |
| اللغة الرسمية                                             | لغة أرمنية                 | لغة إنجليزية، اللغة الشونا، النديبيلية الشمالية ‏، لغة الشيشيوا، Barwe ‏، Kalanga language ‏، Tshwa language ‏، النداو ‏، اللغة التسونجا، لغة الإشارة الزيمبابوية ‏، اللغة السوتية، تونغا ‏، اللغة التسوانية، اللغة الفيندية، اللغة الكوسية |
| العملة                                                    | درام أرميني                | دولار أمريكي |
| الناتج المحلي الإجمالي (بليون دولار)                      | 11.54 مليار                | 17.85 مليار |
| الناتج المحلي الإجمالي (تعادل القوة الشرائية) بليون دولار | 25.41 مليار                | 27.88 مليار |
| الناتج المحلي الإجمالي الاسمي للفرد دولار أمريكي          | 3.49 ألف                   | 924 |
| الناتج المحلي الإجمالي للفرد دولار أمريكي                 | 8.07 ألف                   | 1.79 ألف |
| مؤشر التنمية البشرية                                      | 0.743                      | 0.509 |
| رمز المكالمات الدولي                                      | +374                       | +263 |
| رمز الإنترنت                                              | .am، .հայ ‏                 | .zw |
| المنطقة الزمنية                                           | ت ع م+04:00، توقيت أرمينيا | ت ع م+02:00 |

## منظمات دولية مشتركة
يشترك البلدان في عضوية مجموعة من المنظمات الدولية، منها:
| علم المنظمة | اسم المنظمة                               | تاريخ انضمام أرمينيا | تاريخ انضمام زيمبابوي |
| ----------- | ----------------------------------------- | -------------------- | --------------------- |
|             | مؤسسة التنمية الدولية                     | 25 أغسطس 1993        | 29 سبتمبر 1980        |
|             | الأمم المتحدة                             | 2 مارس 1992          | 25 أغسطس 1980         |
|             | منظمة التجارة العالمية                    | 5 فبراير 2003        | ?                     |
|             | منظمة الشرطة الجنائية الدولية             | ?                    | ?                     |
|             | المركز الدولي لتسوية المنازعات الاستشارية | 16 أكتوبر 1992       | 19 يونيو 1994         |
|             | الاتحاد الدولي للاتصالات                  | 30 يونيو 1992        | 10 فبراير 1981        |
|             | الفريق المعني برصد الأرض                  | ?                    | ?                     |
|             | البنك الدولي للإنشاء والتعمير             | 16 سبتمبر 1992       | 29 سبتمبر 1980        |
|             | الاتحاد البريدي العالمي                   | ?                    | ?                     |
|             | منظمة حظر الأسلحة الكيميائية              | ?                    | ?                     |
|             | مؤسسة التمويل الدولية                     | 18 أبريل 1995        | 29 سبتمبر 1980        |
|             | وكالة ضمان الاستثمار متعدد الأطراف        | 5 ديسمبر 1995        | 10 أبريل 1992         |
|             | يونسكو                                    | 9 يونيو 1992         | 22 سبتمبر 1980        |

## وصلات خارجية
- موقع وزارة الخارجية الأرمينية
- موقع وزارة الخارجية الزيمبابوية